# Leza de Río Leza
Leza de Río Leza è un comune spagnolo di 36 abitanti situato nella comunità autonoma di La Rioja.